# محطة نيليس للطاقة الشمسية

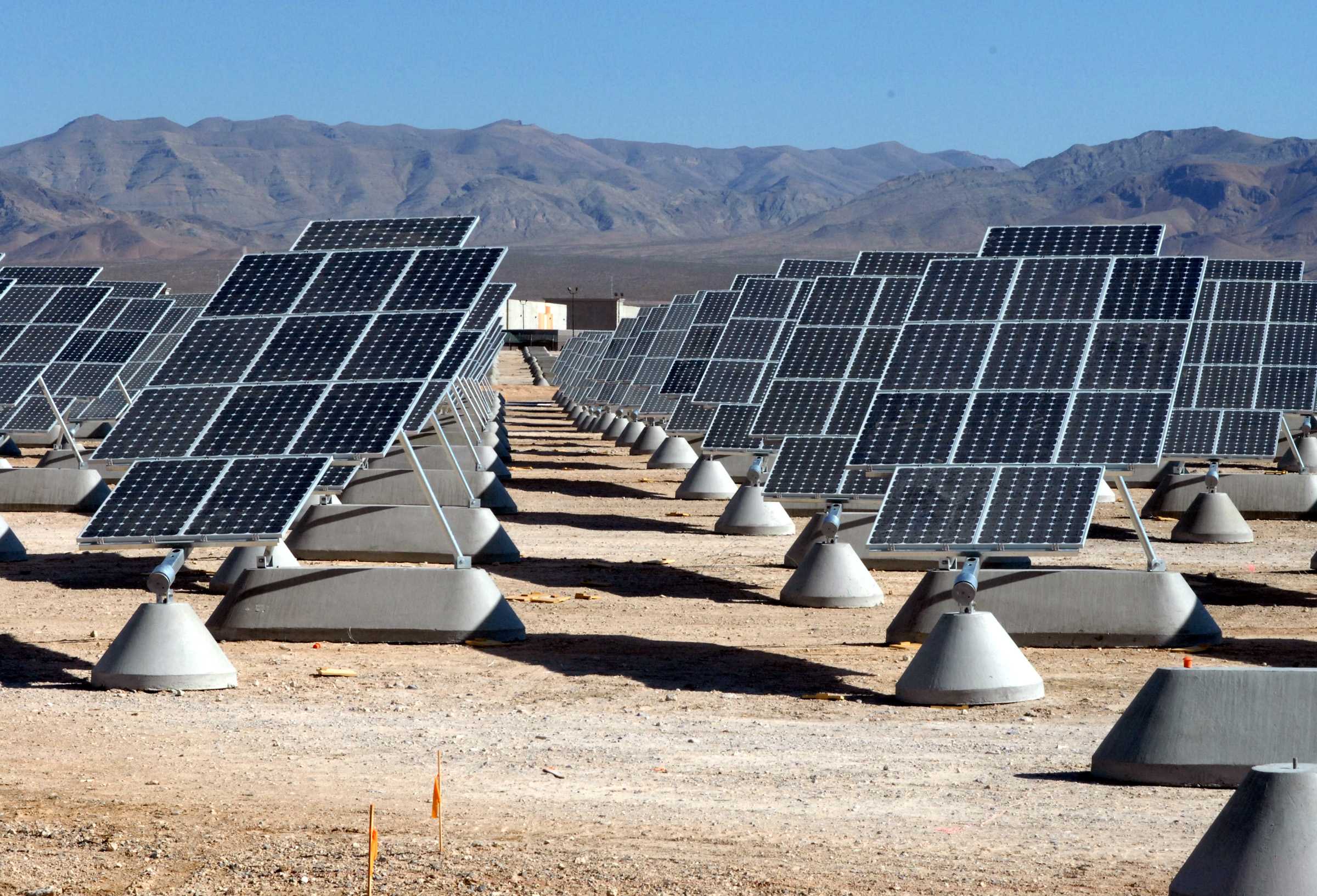
محطة نيليس للطاقة الشمسية
(36°15′30″N 115°03′10″W)

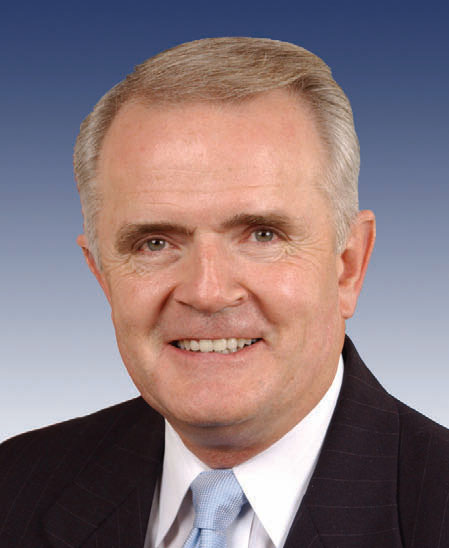
افتتح حاكم ولاية نيفادا جيم جيبونز المحطة في 17 ديسمبر 2007

محطة نيليس للطاقة الشمسية (36°15′30″N 115°03′10″W) هي محطة فولطائية ضوئية بسعة 14 ميجاوات تابعة لشركة صن أديسون (MEMC)، تقع في قاعدة نيليس للقوات الجوية بمقاطعة كلارك، نيفادا، شمال لاس فيغاس. تم افتتاح المحطة في 17 ديسمبر 2007 بحضور حاكم ولاية نيفادا جيم جيبونز. وكانت ثاني أكبر محطة طاقة شمسية في أمريكا الشمالية عندما تم بناؤها. في المتوسط يبلغ إنتاج المحطة ما يقرب من 32 جيجا وات ساعة من الكهرباء سنويًا موفرة بذلك أكثر من 25% من الطاقة المستخدمة في القاعدة.
بنيت المحطة على مساحة 140 فدان (57 هكتار، 0.6 كيلومتر مربع) في الجزء الشمالي الشرقي من قاعدة نيليس الجوية، وتستخدم المحطة نظام التتبع الشمسي للاستفادة القصوى من الأشعة الشمسية، والتي قامت شركة صن باور بتطويره.
تتكون المحطة من 72,416 لوح شمسي، عند الإنشاء كانت السعة القصوى للمحطة 13 ميجاوات تقريبا، مما يعني أن نسبة متوسط الإنتاج إلى الطاقة القصوى، أو معامل القدرة قد وصل إلى 22%. أما الآن فوصلت السعة 14.2 ميجاوات. ليصل معدل الإنتاج السنوي إلى 32 جيجاوات ساعة سنويا.
تكفي الطاقة المولدة أكثر من 12000 عسكري ومدني في القاعدة الجوية يعملون على تطوير واختبار المعدات. بدأت أعمال البناء في الثالث والعشرين من إبريل عام 2007، وبحلول الثاني عشر من أكتوبر لنفس العان كان قد تم توليد أول 5 ميجاوات.

## الاقتصاد
بموجب اتفاق شراء الطاقة (PPA) مع مجلس العمل المتحد لمشاريع الطاقة المتجددة، فإن الذين يمتلكون الخلايا سيستأجرون الأرض بدون أي تكلفة مقابل أن تبيع الطاقة لنيليس لمده 20 عامًا بسعر 2.2 سنت للكيلو وات ساعة، بدلا من 9 سنت التي كانوا يدفعونها لشركة الطاقة بنيفادا. وبذلك توفر القوات الجوية ما يقرب من مليون دولار سنويا. لم تتحمل القوات الجوية أي مبلغ من تكلفة الإنشاء التي تجاوزت حاجز 100 مليون دولار، فتم الإنشاء من أموال دافعي الضرائب ومستخدمين الطاقة بولاية نيفادا.
تمكن الشركاء من بناء المصنع وإسترداد التكاليف بل والربح في وقت مثالي نتيجة لنظام التسعيرة وهيكل التمويل المعقد إلى حد ما بين مجلس العمل المتحد، المستثمرين، هيئة الطاقة بنيفادا وقاعدة نيليس هذا غير دعم الحكومة للمشروع بعدة ملايين.
كانت المحطة تهدف توليد ما يقرب من 30 جيجاوات سنويا، ولكنها تجاوزت ذلك الهدف مولدة 32 جيجاوات سنويًا في العام الأول، بأكثر من 8%. وبذلك وفرت القوات الجوية حوالي 1.2 مليون دولار في العام الأول من التشغيل.
لا يوجد نظام احتياطي بديل في المحطة في حالات انقطاع التيار الكهربي، غير استخدام المولدات. فعند حدوث تلك الحالات يتوجب على القاعدة الحد من الطاقة المستخدمة أو فصل الطاقة عن الأماكن ذات الأولوية الأقل لتقريب الفجوة بين التوليد والطلب لحين الانتهاء من حل المشكلة. كما يمكن أن تمر سحابة على الخلايا مسببة انخفاض مفاجئ في الخرج مسببة زيادة الفجوة بين بين التوليد والطلب، ولذلك يتم دراسة إنشاء محطة طاقة كهرومائية بجانب التلال، تسمح للقاعدة بتفادي تلك الأزمات عن طريق إما شحن البطاريات أو توليد الطاقة بشكل مباشر.

## التصميم
تتكون محطة نيليس من 5,821 محور مائل، بنظام تتبع شمسي قامت شركة صن باور بصناعته وتطويره. مستخدمه بذلك 72,416 خلية شمسية، قدرة الخلية 200 وات، و54 شنايدر إليكرتيك، 250 جي تي إنفرتر، سعة كل منهما 250 كيلو وات، والتي بدورها تحدد الحد الأقصى لطاقة الإخراج بحوالي 13.5 ميجاوات تيار متردد. في حالة الحمل الكامل تعمل الإنفرتر بكفاءة 96%.
حوالي 10% من الألواح موضوعة على محور أفقي موجه للشمال والجنوب بنظام تتبع شمسي واحد. تعتبر شركة صن تك للطاقة هي المورد الرئيسي للمحطة، فثلثي الألواح الشمسية داخل القاعدة من مصانعها.

## قانون الاستثمار

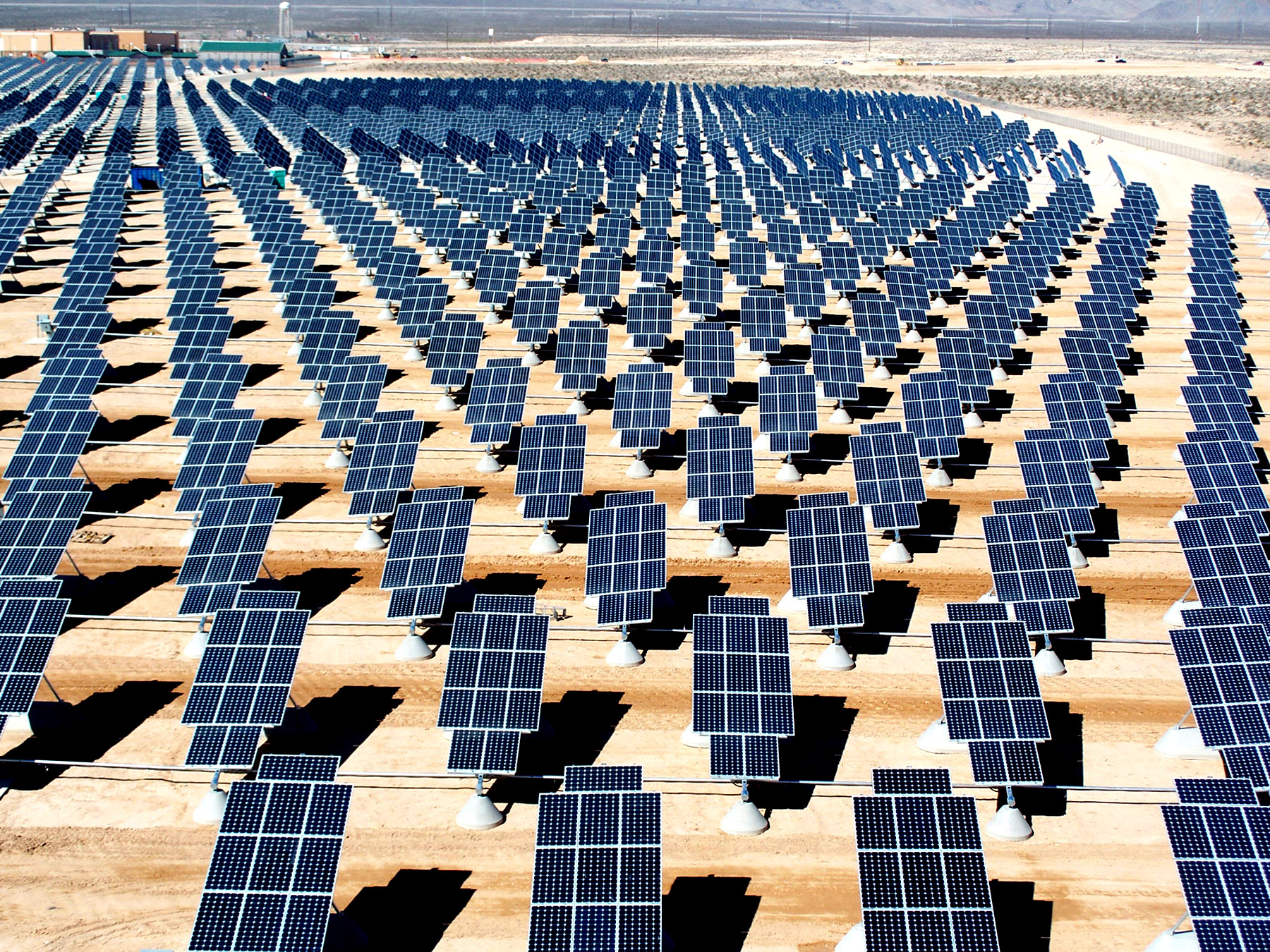
جزء من محطة نيليس للطاقة الشمسية

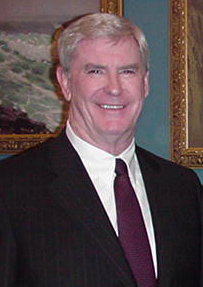
في 8 يونيو 2001، وقع محافظ ولاية نيفادا كيني جين اتفاقية لرفع نسبة مشاركة الطاقة المتجددة في الولاية إلى 15% بحلول عام 2013.

في عام 1999، أقرت ولاية نيفادا قانون الاستثمار الجديد (RPS) كجزء من إعادة تجديد لائحة تشريعاتها الكهربائية الخاصة لعام 1997. ينص القانون على أن أي مشروع جديد للطاقة يجب أن تكون نسبة مشاركة الطاقة المتجددة فيه لا تقل عن 1% من إجمالي الطاقة. بشرط أن لا تقل نسبة مشاركة الطاقة الشمسية عن 5%.
في الثامن من يونيو عام 2001، وقع محافظ ولاية نيفادا كيني جين اتفاقية SB 372، والتي توجب الحكومة والمستثمرين على أن ترفع نسبة مشاركة الطاقة المتجددة في الولاية إلى 15% بحلول عام 2013.
في يونيو 2005، عدل المجلس التشريعي بولاية نيفادا في جلسة تشريعية خاصة قانون الاستثمار (RPS). نص المشروع على تمديد الموعد النهائي على أن يتم رفع نسبة مشاركة الطاقة المتجددة إلى 20% بحلول عام 2015.

## التوسع
في 24 مارس 2015، تم البدء في تشييد المرحلة الثانية من محطة نيليس للطاقة الشمسية، بسعة 15 ميجاوات.
تم الانتهاء من تشييد المحطة في فبراير 2016.

## زيارة رئاسية

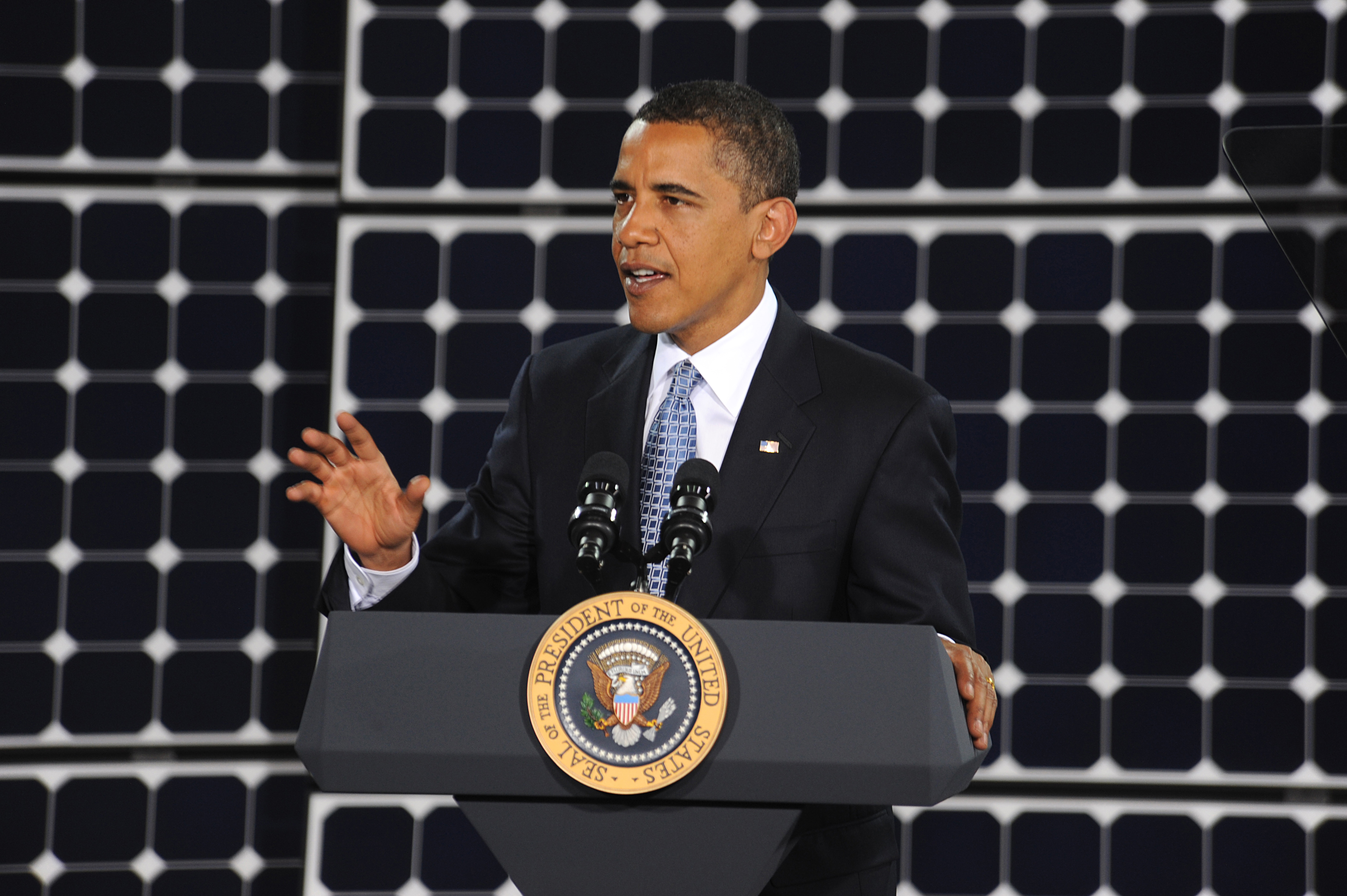
الرئيس باراك أوباما يلقي خطابا داخل محطة نيلس للطاقة الشمسية في 27 مايو 2009

في 27 مايو 2009، زار رئيس الولايات المتحدة الأمريكية باراك أوباما المحطة وألقى خطابا أمام 450 شخص مؤكدا دعم الحكومة لهذا النوع من المشروعات.

## الإنتاج
| العام   | يناير   | فبراير  | مارس    | إبريل   | مايو    | يونيو   | يوليو   | أغسطس   | سبتمبر  | أكتوبر  | نوفمبر  | ديسمبر  | المجموع |
| ------- | ------- | ------- | ------- | ------- | ------- | ------- | ------- | ------- | ------- | ------- | ------- | ------- | ------- |
| 2007    | –       | –       | –       | –       | –       | –       | –       | –       | –       | 1.497   | 0.859   | 0.398   | 2.755   |
| 2008    | 0.535   | 1.284   | 3.143   | 3.923   | 3.995   | 5.120   | 3.630   | 3.386   | 3.338   | 2.382   | 1.136   | 0.627   | 32.500  |
| 2009    | 0.624   | 1.073   | 3.155   | 3.651   | 4.230   | 3.106   | 3.672   | 4.258   | 3.525   | 2.323   | 1.571   | 0.821   | 32.000  |
| 2010    | 0.443   | 0.819   | 2.023   | 2.585   | 3.662   | 4.322   | 3.339   | 4.211   | 3.925   | 2.377   | 2.264   | 1.330   | 31.301  |
| 2011    | 1.447   | 1.940   | 2.432   | 3.392   | 3.745   | 4.286   | 3.135   | 3.681   | 2.632   | 2.535   | 1.553   | 1.347   | 32.125  |
| 2012    | 0.842   | 1.099   | 1.587   | 2.450   | 3.593   | 3.710   | 3.288   | 3.228   | 3.672   | 3.566   | 2.889   | 2.236   | 32.159  |
| 2013    | 1.796   | 2.200   | 2.706   | 3.141   | 3.381   | 3.441   | 2.664   | 2.658   | 2.616   | 3.040   | 2.069   | 2.046   | 31.758  |
| 2014    | 1.527   | 1.597   | 2.302   | 2.426   | 2.87    | 3.291   | 2.882   | 3.134   | 3.244   | 3.287   | 2.793   | 1.849   | 31.202  |
| المجموع | المجموع | المجموع | المجموع | المجموع | المجموع | المجموع | المجموع | المجموع | المجموع | المجموع | المجموع | المجموع | 225.800 |

## وصلات خارجية
- محطة للطاقة الشمسية داخل قاعدة نيليس للقوات الجوية
- تكلفة إنشاء محطة نيليس للطاقة الشمسية
- المرحلة الثانية لمحطة نيليس للطاقة الشمسية
- محطة نيليس للطاقة الشمسية
- محطة نيليس للطاقة الشمسية-الجزء الثاني
- رحلة داخل محطة نيليس